# Yahli Sokolovsky
Yahli Sokolovsky est un joueur d'échecs israélien né le 21 septembre 2006, grand maître international en 2024. 
Au 1er décembre 2024, Yahli Sokolovsky est le 16e joueur israélien avec un classement Elo de 2 512 points.

## Biographie et carrière
Yahli Sokolovsky finit à la 37e place du championnat d'Europe d'échecs individuel 2021 avec 7 points sur 11.
Il finit quatrième du championnat d'Israël d'échecs en 2022.
Il finit deuxième ex æquo de l'open de la Rilton Cup en janvier 2024 avec 7 points sur 9.
En mai 2024, il remporte l'open de printemps de Budapest.
Il remporte l'open rapide de Jérusalem en septembre 2024 avec 8 points sur 9.
En novembre 2024, il finit troisième junior (médaille de bronze) du championnat d'Europe d'échecs individuel avec 6,5 points sur 11 et 67e au classement général.
En décembre 2024, il remporte l'open Elllobregat de Sant Boi de Llobregat avec 8 points sur 10.